# Landkreis Fürth

Mapa powiatu

Landkreis Fürth – powiat w Niemczech, w kraju związkowym Bawaria, w rejencji Środkowa Frankonia, w regionie Planungsregion Nürnberg.
Siedzibą powiatu  jest miasto Zirndorf. Powiat sąsiaduje z miastem na prawach powiatu Fürth.

## Podział administracyjny
W skład powiatu wchodzą:
- cztery gminy miejskie (Stadt)
- cztery gminy targowe (Markt)
- sześć (pozostałych) gmin  (Gemeinde)
- dwie wspólnoty administracyjne (Verwaltungsgemeinschaft)

Miasta:
| Lp. | Nazwa miasta | Ludność (31.12.2012) | Powierzchnia km² |
| --- | ------------ | -------------------- | ---------------- |
| 1   | Langenzenn   | 10.339               | 46,31            |
| 2   | Oberasbach   | 17.141               | 12,11            |
| 3   | Stein        | 13.643               | 19,51            |
| 4   | Zirndorf     | 25.685               | 28,78            |

Gminy targowe:
| Lp. | Nazwa gminy targowej | Ludność (31.12.2012) | Powierzchnia km² |
| --- | -------------------- | -------------------- | ---------------- |
| 1   | Ammerndorf           | 2.082                | 5,06             |
| 2   | Cadolzburg           | 10.392               | 45,04            |
| 3   | Roßtal               | 9.658                | 44,44            |
| 4   | Wilhermsdorf         | 4.899                | 26,64            |

Gminy (pozostałe):
| Lp. | Nazwa gminy    | Ludność (31.12.2012) | Powierzchnia km² |
| --- | -------------- | -------------------- | ---------------- |
| 1   | Großhabersdorf | 4.086                | 35,50            |
| 2   | Obermichelbach | 3.173                | 9,28             |
| 3   | Puschendorf    | 2.167                | 3,40             |
| 4   | Seukendorf     | 3.067                | 8,51             |
| 5   | Tuchenbach     | 1.331                | 6,50             |
| 6   | Veitsbronn     | 6.295                | 16,16            |

Wspólnoty administracyjne:
| Lp. | Nazwa wspólnoty administracyjnej | Ludność (31.12.2012) | Powierzchnia km² | Liczba gmin |
| --- | -------------------------------- | -------------------- | ---------------- | ----------- |
| 1   | Obermichelbach-Tuchenbach        | 4.504                | 15,78            | 2           |
| 2   | Veitsbronn                       | 9.362                | 24,67            | 2           |